# إدوارد مور (عسكري)
إدوارد مور (بالإنجليزية: Edward Peerman Moore)‏ هو عسكري أمريكي، ولد في 20 أكتوبر 1897 في Ringgold, Virginia ‏ في الولايات المتحدة، وتوفي في 9 فبراير 1968 في ميدلبورغ في الولايات المتحدة.

## وصلات خارجية
- إدوارد مور على موقع الاتحاد الدولي للتجديف (الإنجليزية)
- إدوارد مور على موقع اللجنة الأولمبية الدولية (الإنجليزية)
- إدوارد مور على موقع أوليمبيديا (الإنجليزية)